# Saulsbury
Saulsbury – miasto w Stanach Zjednoczonych, w stanie Tennessee, w hrabstwie Hardeman.